# William Kircher
William Kircher (23 de maio de 1958) é um ator neozelandês que começou a carreira na televisão da Nova Zelândia em Shark in the Park. 

## Vida e carreira
Kircher é casado com Nicole Chesterman Kircher e eles têm quatro filhas.
Kircher mentiu sobre sua idade quando estudou na Escola de Drama da Nova Zelândia em Toi Whakaari, então ele tinha apenas 18 anos quando ele se formou dois anos depois.
No final de 1990, Kircher mudou seu foco para longe da atuação em direção a produção de música e gestão executiva. Em 2003, ele entrou em parceria para formar a ScreenAdventures, uma empresa de cinema. Ele voltou a atuar em 2006 no filme Out of the Blue, que foi baseado na história real do massacre de Aramoana. Kircher apareceu nas adaptações para o cinema de O Hobbit como o anão Bifur. 